# Кальмарская уния
Ка́льмарская уния (дат. , норв. и швед. Kalmarunionen) — личная уния королевств Дании, Норвегии и Швеции под верховной властью датских королей (1397—1523), заключена в шведском городе Кальмар. Являлась достаточно влиятельным и экономически развитым альянсом. Страны жертвовали своим суверенитетом, но сохраняли широкую автономию. Расхождение интересов (особенно недовольство Швеции господством Дании) привело к конфликту и окончательному распаду союза в 1523 году.

## Истоки союза
Уния возникла в противовес немецкой экономической и политической экспансии в Скандинавии в XIV веке. В этот период вольные города и Ганза постепенно монополизировали торговлю в Скандинавии. Проникновение немцев усилило скандинавскую интеграцию. Вторым фактором, вызвавшим Кальмарскую унию, стали экономические кризисы XIII—XIV веков, связанные с ухудшением климата. Многие знатные скандинавские семьи имели владения по всей Северной Европе, общий король был бы для них гарантом сохранения их владений, защитой от сепаратизма. Дания не смогла в одиночку реализовать политические амбиции: она вынуждена была уйти из Шлезвига и Прибалтики. Норвежским королям не хватало своих ресурсов для ведения активной политики. Всё это способствовало складыванию унии. Промежуточным этапом к Кальмарской унии стала шведско-норвежская уния.

## Создание союза
В 1364 году последний шведский король из династии Фолькунгов, Магнус Эрикссон, бывший одновременно королём (с 1319 по 1355 годы) Норвегии, был изгнан, и королём Швеции был избран немецкий герцог Альбрехт Мекленбургский. Ещё ранее Магнус Эрикссон был изгнан из Норвегии, и преемником стал его сын Хакон Магнуссон. Недовольная политикой Альбрехта Мекленбургского часть дворянства призвала дочь и наследницу короля Вальдемара Аттердага, королеву Дании Маргариту, вдову сына и соправителя Магнуса Эрикссона — Хакона Магнуссона, чтобы возвести её на престол вместе с малолетним сыном Олафом.

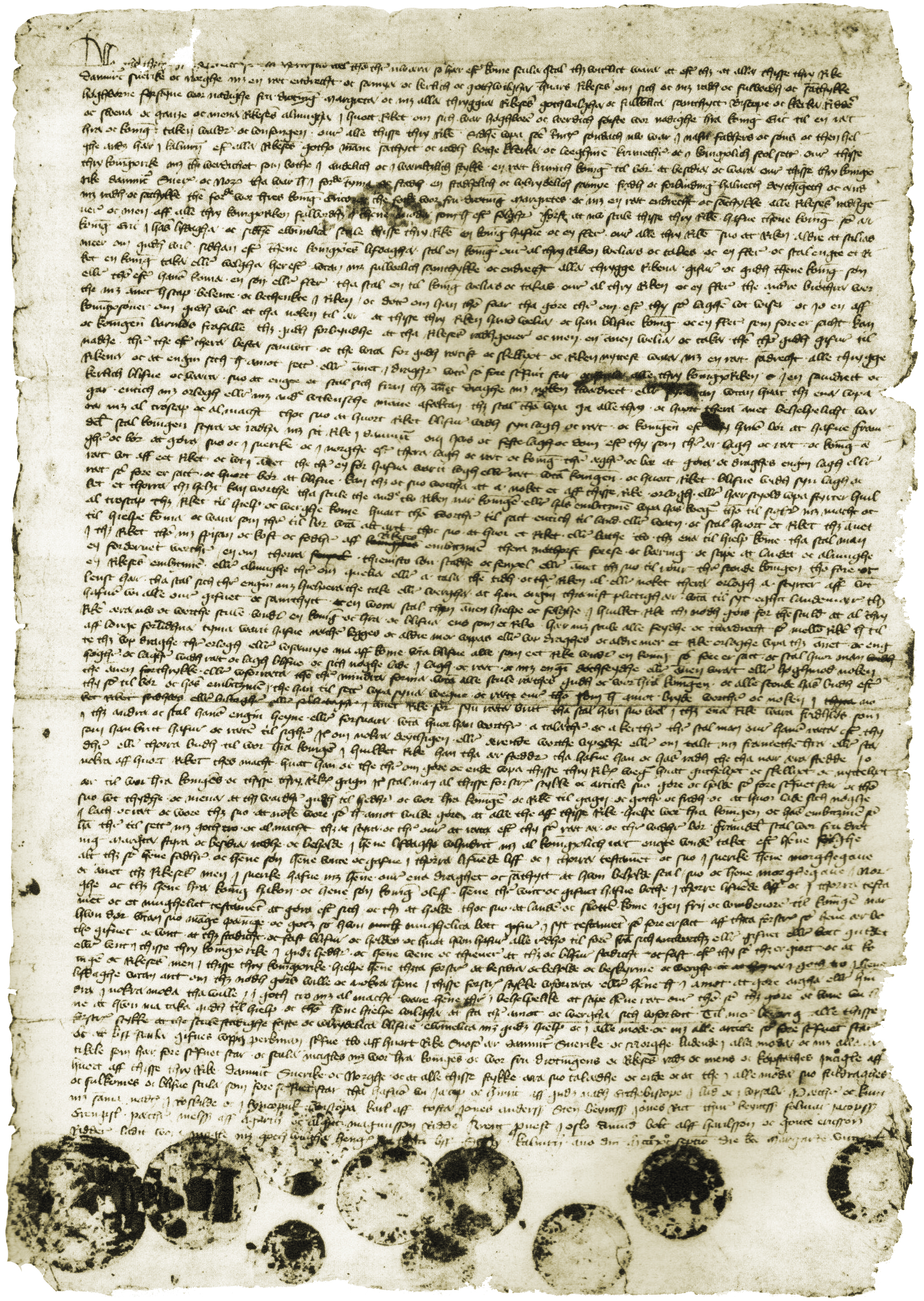
Документ Кальмарской унии 1397 года

В 1380 году Дания и экономически зависимая от неё Норвегия объединились в личную унию под властью королевы Маргариты Датской. В 1387 году сын Маргариты Олаф умер и Маргарита была объявлена «полноправной госпожой и законной повелительницей» Швеции. В 1389 году шведский король Альбрехт был повержен объединённым датско-шведским войском. В 1397 году в Кальмарском замке был подписан договор о создании унии. Королём Дании, Швеции и Норвегии был признан малолетний племянник королевы Маргариты Эрик Померанский. По соглашению три страны должны были иметь общего монарха, власть должна была передаваться по прямой мужской линии; в случае бездетности короля представители всех трёх стран должны были избрать нового единого монарха. Страны обязывались оказывать друг другу помощь в случае войн или мятежей. Оговаривались привилегии церкви. Подчёркивалась внутренняя самостоятельность королевств и почитание внутренних законов.

## Конфликт
В царствование Маргариты королевская власть всё более укреплялась, что усугубляло напряжённость между короной и аристократией, но лишь в правление Эрика (1412—1439 годы) она привела к открытому восстанию. Конфликт Маргариты и Альбрехта вынудил её заключить соглашение с Ганзейским союзом, подтвердив его экономическое господство в Скандинавии. Эрик, наоборот, пытался положить конец зависимости от Любека и Ганзы, что привело к войне.
Войны в Шлезвиг-Гольштейне, Мекленбурге и Померании привели к увеличению налогов на население и разрушали жизненно важный шведский экспорт железа, что привело к восстанию в Даларне под руководством Энгельбректа Энгельбректссона. В 1435 году он был избран правителем, но вскоре был убит. Борьбу возглавил Карл Кнутссон Бунде, лидер шведского дворянства, который в 1438 году был избран риксродом королём Швеции. Эрик был низложен (1438—1439) как король унии и его место занял его племянник Кристофер Баварский. Кристофер был бездетен, и после его смерти в 1448 году образовался вакуум власти. Швеция избрала новым королём Карла Кнутссона с намерением возродить унию под шведской короной. В следующем году Карл был избран королём Норвегии, но новым королём Дании стал Кристиан I Ольденбургский. Последующие 70 лет прошли в постоянной борьбе между Данией и Швецией за главенство в унии.
После смерти шведского регента Стена Стуре Старшего в 1503 году в междоусобицы вмешался Кристиан II Датский. В 1517 году, опираясь на своих шведских сторонников, он попытался силой восстановить унию. После двух неудачных попыток (в 1517 и 1518 годах) он в 1520 году выиграл битву на льду озера Осунден, в которой был смертельно ранен его соперник Стен Стуре Младший, и занял Стокгольм. Избежавший последовавшей вскоре Стокгольмской кровавой бани (1520) Густав Эрикссон Васа возглавил новое восстание в лесах Смоланда, в результате которого шведы вновь изгнали датчан в 1521 году. 6 июня 1523 года в Стренгнесе Густав Эрикссон был избран королём Швеции, что де-факто разрушило унию. Окончательно датско-шведская уния была упразднена Штеттинским миром 1570 года, согласно условиям которого датский король отказался от претензий на шведский престол, а шведский король — на оставшуюся подвластной датчанам Норвегию.

## Окончательный распад
Одна из последних структур Союза сохранилась до 1536/1537 года, когда Датский Тайный совет, после графской распри, в одностороннем порядке объявил Норвегию датской провинцией. Однако этого не произошло. Вместо этого Норвегия стала наследственным королевством в реальной унией с Данией. Норвегия продолжала оставаться частью Датско-норвежской унии под династией Ольденбургов почти три века, до тех пор, пока она не была передана Швеции в 1814 году. Вновь образованный союз между Швецией и Норвегией продлился до 1905 года, когда принц Дании, внук как действующего короля Дании, так и покойного короля Швеции, был избран королем Норвегии.
Согласно историку Сверре Багги, Кальмарский Союз был нестабильным по нескольким причинам:
- Влияние национальных аристократий.
- Разнообразные последствия внешней политики Кальмарского Союза для трех королевств. Например, попытки расширения влияния в Северной Германии могли служить интересам Дании, но были затратными для шведов, которым приходилось платить более высокие налоги и было невозможно экспортировать железо в Ганзейский союз.
- География усложняла контроль над союзом в случае восстания.
- Большой территориальный размер союза осложнял контроль.
- Дания была недостаточно сильна, чтобы заставить Норвегию и Швецию оставаться в союзе.